# Amblypsilopus weii
Amblypsilopus weii är en tvåvingeart som beskrevs av Grichanov 1999. Amblypsilopus weii ingår i släktet Amblypsilopus och familjen styltflugor. Inga underarter finns listade i Catalogue of Life.